# Synorthocladius bifidus
Synorthocladius bifidus är en tvåvingeart som beskrevs av Liu och Wang 2005. Synorthocladius bifidus ingår i släktet Synorthocladius och familjen fjädermyggor. Inga underarter finns listade i Catalogue of Life.